# Grand Masta: The Remix & Rarity Collection
Albums de Masta Ace
Hits U Missed Vol. 2
(2005) Hits U Missed Vol. 5: The Pre-Mixes
(2008)
Grand Masta: The Remix & Rarity Collection est une compilation de Masta Ace, sortie le 12 septembre 2006. 
Cet album est composé de remixes de singles et de quelques faces B rares. 

## Liste des titres
| No  | Titre                                                 | Contient un (des) sample(s) de | Durée |
| --- | ----------------------------------------------------- | --- | ----- |
| 1.  | Wake Me When I'm Dead (featuring Brand New Heavies)   | | 3:42  |
| 2.  | Saturday Night Live (LA Jay Remix)                    | | 4:00  |
| 3.  | Sittin' on Chrome (Rockaway Mix)                      | The Champ des Mohawks | 4:35  |
| 4.  | Slaughtahouse (Murder Mix)                            | Thriller de Michael Jackson featuring Vincent Price Gangsta Gangsta de N.W.A Blow Your Head de Fred Wesley and The J.B.'s On the Run de Kool G Rap et DJ Polo | 3:50  |
| 5.  | Jeep Ass Niguh (Dusted Mix)                           | Jagger the Dagger d'Eugene McDaniels | 3:58  |
| 6.  | Style Wars (Remix)                                    | Style Wars de Masta Ace Incorporated | 4:17  |
| 7.  | The INC Ride (No Ends Mix)                            | Hangin' on a String (Contemplating) de Loose Ends | 4:24  |
| 8.  | Observations (featuring Apocalypse)                   | | 4:16  |
| 9.  | Turn It Up (Remix) (featuring Leschea et Paula Perry) | | 4:11  |
| 10. | Maintain (featuring Lord Digga)                       | | 3:51  |
| 11. | Saturday Night Live (Horny Mix)                       | Saturday Nite Live de Masta Ace Incorporated | 5:14  |
| 12. | Sittin' on Chrome (Pitkin Ave Remix)                  | | 4:18  |
| 13. | Slaughtahouse (Death Mix)                             | Two to the Head de Kool G Rap et DJ Polo featuring Scarface, Bushwick Bill et Ice Cube                                                                        | 4:10  |
| 14. | Jeep Ass Niguh (Bizcapella)                           | | 2:32  |